# Paul Kurzbach
Paul Kurzbach (* 13. Dezember 1902 in Hohndorf, Sachsen; † 2. August 1997 in Chemnitz) war ein deutscher Komponist.

## Leben
Kurzbach entstammte einfachen Verhältnissen und engagierte sich schon früh u. a. als Leiter von Arbeiterchören in der Arbeiterbewegung. Von 1916 bis 1923 studierte er am Lehrerseminar Zschopau und war in den Jahren 1921 bis 1933 als Lehrer tätig. 1920 begann er ein Musikstudium am Leipziger Konservatorium, das er 1928 abschloss. Hier machte er Bekanntschaft mit Hermann Scherchen, der den jungen Komponisten förderte. 1939 bis 1942 war er Schüler von Carl Orff. Kurzbach beantragte am 26. August 1939 die Aufnahme in die NSDAP und wurde zum 1. Dezember desselben Jahres aufgenommen (Mitgliedsnummer 7.330.917). Er wurde Soldat im Zweiten Weltkrieg und kam bis 1946 in Kriegsgefangenschaft. Anschließend zog er nach Karl-Marx-Stadt und wurde Mitglied der SED und des FDGB. Er arbeitete als Chorleiter und Mitarbeiter des FDGB, des Kulturbundes und anderer Institutionen. Kurzbach trat wieder in den Schuldienst ein und war unter anderem Leiter der Volksmusikschule Karl-Marx-Stadt. Von 1951 bis 1975 war er Vorsitzender, danach Ehrenvorsitzender des Komponistenverbandes im Bezirk Karl-Marx-Stadt. Kurzbach betätigte sich auch im Zentralvorstand des Komponistenverbandes und war 1968 bis 1977 dessen Vizepräsident. Seit 1955 war er freischaffend tätig. Kurzbach wurde in der DDR sehr geachtet, er erhielt unter anderen Auszeichnungen 1982 die Ehrenspange zum Vaterländischen Verdienstorden in Gold, 1987 den Orden Stern der Völkerfreundschaft in Gold sowie den Preis für künstlerisches Volksschaffen. Außerdem war er Ehrenbürger von Karl-Marx-Stadt.

## Stil
Entscheidend für Kurzbachs Musiksprache waren Impulse von Carl Orff und Hanns Eisler. Orffs Einfluss zeigt sich vor allem in einer differenzierten, komplexen Rhythmik, einem als rau, hart oder kernig bezeichneten Klang und einer Vorliebe für klare Strukturen. Eisler gab Kurzbach wichtige Anregungen hinsichtlich seines Verständnisses der gesellschaftlichen Funktion von Musik: Kurzbach verstand sich als durch einen gesellschaftlichen Auftrag motiviert, bemühte sich um Musikeinrichtungen für eine breite Masse und sah Musik als ein Mittel zur Veränderung der Welt an. In seinem Schaffen finden sich deshalb viele Werke, die für Laien komponiert sind. Kurzbachs musikalische Kreativität fand erst ungefähr seit der Gründung der DDR ihre volle Ausprägung. Schwerpunkt seines Schaffens ist die Vokalmusik. Liedhafte, gesangliche Melodienführung findet sich auch in seiner Instrumentalmusik. Zwar verschloss sich Kurzbach musikalischen Neuerungen nicht kategorisch, doch war er der Ansicht, dass Verständlichkeit und dem Bezug zum Hörer oberste Priorität zugestanden werden müssten. Aus diesem Grund gab er den Bezug zur Tonalität nicht auf, lotete freilich immer wieder ihre Grenzen aus. Im wiedervereinigten Deutschland fand er allerdings nicht die Anerkennung, die er in der DDR genossen hatte.

## Werke
- Orchesterwerke
  - Sinfonie op. 12 (als Nr. 1 bezeichnet; 1926)
  - Sinfonie in C (1952)
  - Kammersinfonie op. 21 (1931)
  - Dafnis, Lyrisches Porträt für Orchester nach Arno Holz (1950)
  - Divertimento für kleines Orchester (1953)
  - Bauernmusik, Vier Stücke für Orchester (1959/60)
  - Thyl Claas – ein Porträt (1961/62)
  - Orchestervariationen über eine Melodie von Henry Purcell (1966)
  - 7 Serenaden, u. a.
    - Nr. 1 für Orchester (1964)
    - Nr. 2 für Orchester (1968)
    - Nr. 3 für Orchester (1969)
    - Nr. 5 für Blasorchester
    - Nr. 6 für Streicher (1971)
    - Nr. 7 für Sopran, Bass und Orchester nach Texten von Weisenborn, Brecht und Strittmatter (1972)
- Konzerte
  - Konzert für Cembalo und Streicher (1957)
  - Concertino für Klavier und Streicher (1965)
  - Violinkonzert (1969)
  - Violoncellokonzert (1982)
- Bühnenwerke
  - Junge Liebe, Oper nach Gottfried Kellers Romeo und Julia auf dem Dorfe (1933–36)
  - Historia de Susanna, Oper (1946)
  - Thomas Müntzer, Oper (1948–51, rev. 1972/73)
  - Thyl Claas, Oper (1955/56)
  - Jean der Soldat, Oper in drei Akten (1981)
- Vokalmusik
  - Mai-Kantate nach Günter Felkel (1951)
  - An die Nachgeborenen, Kantate nach Brecht (1951)
  - Kantate der Freundschaft nach Horst Salomon (1959)
  - Hymnus auf die Ära friedlicher Zeiten, Kantate (1960)
  - Alles wandelt sich, Kantate nach Brecht (1970)
  - Nachrichten über Ole Bienkopp, Kantate nach Erwin Strittmatter (1978)
  - Stella caerulea nostra, Oratorium (1988)
  - 206 Sololieder, Songs und Chansons
  - 150 Chor- und Massenlieder
- Kammermusik
  - Konzert für Solo-Kontrabass, Bläserquintett, Cembalo und Schlagzeug (1980)
  - Streichquintett O miracol d'amore conversazione con Carlo Gesualdo (1989)
  - Klavierquintett (1990)
  - 9 Streichquartette (1945, 1947, 1948, 1958, 1975, 1977, 1985, 1986, 1991)
  - Quartett für Flöte, Horn, Harfe und Violine (1990)
  - Klaviertrio op. 9 (um 1925/26)
  - Klaviertrio (1967)
  - Trio für Oboe, Klarinette und Fagott (1938)
  - Trio für Akkordeon, Gitarre und Violoncello (1983)
  - Sonatine für Violine und Klavier (1962)
  - Sonatine für Violoncello und Klavier (1961)
  - Sonate für Violoncello solo Mutter und die Neutronenbombe (nach Jewtuschenko) (1985)
- Klaviermusik
  - 3 Sonatinen (1947, 1947, 1963)